# Goleta Moctezuma (1°)
La goleta Moctezuma fue una nave norteamericana enviada por el representante de España en los Estados Unidos con un contrabando de armas al Perú que fue capturada en El Callao por la corbeta chilena Chacabuco el 24 de marzo de 1819 y pasó a integrar la Escuadra chilena.
Participó en el primer bloqueo de El Callao por la escuadra del almirante Cochrane y posteriormente en 1820 en la toma de Corral y Valdivia. Formó parte de las naves chilenas que transportaron a la Expedición Libertadora del Perú, al mando del Gral.  José de San Martin

## Características
Goleta construida en los Estados Unidos en 1815. Desplazaba 200 toneladas y estaba armada con 8 cañones. Era muy veloz.

## Historia

### Al servicio de España
Era una goleta norteamericana enviada por el representante de España en Estados Unidos a la Compañía de Filipinas en Lima. Su cargamento era un contrabando consistente en fusiles, municiones,sables y pertrechos para el virreinato del Perú. En marzo de 1819 se encontraba en El Callao.

### Al servicio de Chile
Entre enero y junio de 1819 el almirante Cochrane realizó su primera acción al mando de la Escuadra chilena, que consistió en bloquear y atacar El Callao. El 24 de marzo de 1819 la corbeta Chacabuco capturó sin oposición a la goleta Moctezuma que se encontraba en el puerto la que fue incorporada a la Escuadra chilena conservando su nombre.
El 22 de enero de 1820 integró la escuadrilla con que Cochrane zarpó hacia el sur con el propósito de asaltar y conquistar los fuertes de Corral y Valdivia. Las otras naves eran la fragata O'Higgins y el bergantín Intrépido.
Formó parte de la Expedición Libertadora del Perú que zarpó desde Valparaíso el 20 de agosto de 1820. Sus tareas fueron de correo y enlace con Valparaíso. Fue la nave que llevó a Chile la noticia de la caída de Lima. Fue el último buque en que el almirante Cochrane izó su insignia de mando de la Escuadra chilena.
Fue vendida a comerciantes en septiembre de 1828.